# Smeltedigel
En smeltedigel eller blot en digel er en for en ildfast beholder til smeltning af metaller eller andre materialer ved høj temperatur. De findes i mange størrelser fra små til laboratoriebrug, til meget store i metalindustrien.  
Betegnelsen 'Smeltedigel' anvendes også som metafor for den måde homogene samfund udvikler sig, i hvilken ingredienserne i digelen (folk af forskellig kulturer, racer og religioner) kombineres, så de udvikler et multietnisk samfund. Begrebet, der stammer fra USA ("melting pot" (i modsætning til "crucible", der er den formelle betegelse for en metalsmeltedigel)), bliver ofte brugt til at beskrive samfund, der oplever stor immigration fra mange forskellige lande, for eksempel New York på USA's østkyst.
Her blandes majoritetsbefolkningens og minoritetsbefolkningens kulturer til én fælles kultur: et multietnisk og monokulturelt samfund.